# ムガール大帝
ヴァイオリン協奏曲ニ長調『グロッソ・モグール』（Grosso Mogul ）RV 208 は、アントニオ・ヴィヴァルディが作曲したヴァイオリン協奏曲のひとつ。題名は『ムガール大帝』とも訳される。

## 概要
『12の協奏曲 作品7』第11番（RV 208a）を改作し、第2楽章の差し替えと、カデンツァの追加を含むヴァイオリンの役割の強化を行った作品である。自筆譜は現在トリノにある。題名は、ドイツのシュヴェリンにあるメークレンブルク州立図書館所蔵の筆写譜の表紙に、何者かがイタリア語に似せた"Grosso Mogul"と書き込んだもので、作曲者自らの命名ではない。おそらく、その無名の者は「ムガール大帝」（イタリア語で"Gran Mogol"または"Gran Mogul"、ドイツ語で"Großmogul"）を意図したものと考えられる。
後にヨハン・ゼバスティアン・バッハがこの作品を『オルガン協奏曲 ハ長調 BWV 594』に編曲している。
なお、2010年に発見されたフルート協奏曲RV 431a (en) も『ムガール大帝』（あるいは『ムガール朝インド』、"Il Gran Mogol"）と題されているが、ヴィヴァルディが4つの国にちなんだ作品として発表した作品の一曲であり、本項の作品との関係はない。

## 楽曲解説

### 第1楽章
Allegro. ソロ・ヴァイオリンが華々しい活躍を見せ、重音奏法などの高度な技術が要求される。また、この協奏曲の主題は、オペラの序曲（イタリア風序曲）などに見られる明るい響きを持っており、トランペットの響きをも想わせる。最後にカデンツァがある（RV208aにはこのカデンツァは存在しない）。

### 第2楽章
Grave-recitativo. 独奏のためのレチタティーヴォ。トゥッティの部分はなく、通奏低音が和音を提供するにとどまる。RV208aとはこの楽章が異なる。

### 第3楽章
Allegro. リトルネロ形式の急速楽章。第1楽章と同様、イタリア風序曲を思わせる主題を持つ。約3分にも及ぶヴァイオリンのカデンツァがある（RV208aにはこのカデンツァは存在しない）。

## 関連作品
- ヴァイオリンと複数の楽器のための協奏曲 ニ長調（ヴァイオリン、2本のオーボエ、2本のホルン、ティンパニのための）RV 562a
- ヴァイオリン協奏曲 変ロ長調（2つのオーケストラで） RV 583
- ヴァイオリン協奏曲 ニ長調 「1712年のパドヴァの聖アントニオの聖なる舌の祝日のために」 RV 212
- ヴァイオリン協奏曲 ハ長調「聖母マリアの被昇天の祝日のために」（2つのオーケストラで） RV 581

1曲目は1738年、アムステルダムでの王立劇場（en:Stadsschouwburg (Amsterdam)）100年祭においてともに演奏された曲目。2-4曲目は、カデンツァが同様に詳細に書き込まれた例。